# Diagrama de rede
O diagrama de rede é um gráfico (fluxograma) representando a seqüência em que os elementos terminais de um projeto estão a ser concluídos, mostrando elementos terminais e suas dependências. 
A estrutura analítica do projeto (EAP) ou estrutura analítica do produto mostram as relações "parte-todo". Em contraste, o diagrama de rede do projeto mostra as relações "antes e depois".
A forma mais popular do diagrama de rede é a atividade no nó, a outra é a atividade em flecha.
A condição para um diagrama de rede válido é que ele não contenha quaisquer referências circulares.
Dependências de projeto também pode ser representada por uma tabela de antecessor. Embora essa forma é muito inconveniente para a análise humana, software de gerenciamento de projetos, muitas vezes oferece tal visão para entrada de dados.
Uma maneira alternativa de mostrar e analisar a seqüência do trabalho do projeto é a matriz de estrutura de design.